# Olga Ulianova
Olga Ulianova (URSS, 1963 — Santiago, Xile, 29 de desembre de 2016) fou una historiadora russa nascuda en l'antiga Unió Soviètica, nacionalitzada xilena, que es va especialitzar en història contemporània, la Guerra Freda, el moviment comunista xilè i internacional i les xarxes internacionals no estatals.
Va obtenir un Master of Arts en Història a la Universitat Estatal Lomonosov de Moscou el 1985 i, més endavant, un doctorat amb esment en Història Universal a la mateixa universitat, el 1988. Ja en aquesta època es dedicava a estudiar la història social i política xilena. Va treballar com a traductora d'alguns líders comunistes xilens exiliats. Es va casar amb un xilè exiliat i el 1992 es va traslladar amb ell a viure a Xile. Té una filla de nacionalitat xilena i russa.
Va fer la seva carrera acadèmica a la Universitat de Santiago de Xile ―USACH― i, en particular, en l'Instituto de Estudios Avanzados ―Institut d'Estudis Avançats―, del que va ser directora entre 2010 i 2015; també va ser directora del programa de doctorat en Estudis Americans de la USACH. A més va ser professora convidada de diverses universitats. Va ser membre del Comitè d'Història de Fondecyt ―Fons Nacional de Desenvolupament Científic i Tecnològic― i avaluadora de Conicyt ―Comissió Nacional de Recerca Científica i Tecnològica―; també va ser integrant del consell editorial de diverses revistes científiques, tant a Xile com a l'estranger ―com la Revista Esquerres, en la qual va ser directora―.
Es va especialitzar en la recuperació de la informació documental provinent dels arxius del Komintern i, en general, de la ex URSS. Va realitzar diverses recerques sobre comunistes xilens, en particular respecte dels contactes que aquests van desenvolupar amb el Komintern. Va escriure diversos textos en conjunt amb altres especialistes en el comunisme xilè, com Rolando Álvarez Vallejos i Alfredo Riquelme. També va desenvolupar recerques sobre la immigració russa a Xile.
Va ser comentarista habitual de temes internacionals en la televisió, la ràdio i la premsa xilena. En 2016 va rebre la medalla "Universitat de Santiago de Xile" de part del rector d'aquesta casa d'estudis, Juan Manuel Zolezzi, en reconeixement de la seva trajectòria acadèmica.
Va morir afligida d'un càncer, a l'edat de 53 anys, en una clínica a Santiago de Xile.

## Llibres i articles
- Rusia: raíces históricas y dinámica de las reformas, Santiago, Editorial de la Universitat de Santiago, Col·lecció IDEA-USACH, 1994.
- "El exilio ruso blanco y su impacto en América Latina y en Chile", en Revista de Historia, 1997, Universitat de Concepció.
- "Primeros contactos entre en PC chileno y Komintern", en Cuadernos de Historia, Universitat de Xile, 1998.
- "Algunos aspectos de la ayuda financiera del comunismo soviético al PC chileno durante la Guerra Fría", en Estudios Públicos, n. 72, primavera/1998.
- "Los primeros rusos en Chile: inicios de un proceso migratorio", en Revista de Humanidades, Universitat Nacional Andrés Bell, n. 5, 1999.
- Viajeros rusos en Chile, Santiago, DIBAM, 2000.
- Un Chejov desconocido, Santiago, Editorial RIL, 2000.
- "El caso de Manuel Hidalgo en el PC chileno a partir de los documentos de Komintern" en Jorge Rojas Flores y Manuel Loyola (comp.), Por un rojo amanecer. Hacia una historia de los comunistas chilenos, Santiago, 2000.
- "La Unidad Popular y el golpe militar en Chile: percepciones y análisis soviéticos", en Estudios Públicos, n. 79, 2000.
- Chile en los archivos soviéticos, Tomo 1, Chile y Komintern 1922-1931, Estudios y Documentos, Santiago, DIBAM-LOM-USACH, 2005 (en coautoria amb Alfredo Riquelme).
- Políticas, redes y militancias. Chile y América Latina en el siglo XX, USACH-Ariadna, 2009 (en coautoria).
- Chile en los archivos soviéticos, Tomo 2, Chile y Komintern 1931-1935, Estudios y Documentos, DIBAM-LOM, 2009 (en coautoria amb Alfredo Riquelme).